# Mundo Mo'y Akin
Mundo Mo'y Akin es una serie de televisión filipina transmitida por GMA Network desde 2013. Está protagonizada por Alden Richards, Louise delos Reyes, Gabby Eigenmann y Sunshine Dizon.

## Elenco

### Elenco principal
- Louise delos Reyes como Marilyn Mendoza.
- Alden Richards como Jerome Alvarez.
- Lauren Young como Darlene Carbonel.
- Jolina Magdangal como Aida Carbonel.
- Angelika dela Cruz como Rodora Santos/Giselle Atienza-Carbonel.
- Sunshine Dizon como Perlita Mendoza.
- Gabby Eigenmann como Ziggy Carbonel.
- Jaclyn Jose como Charito Carbonel.

### Elenco secundario
- Kier Legaspi como Romy Alvarez.
- Ama Quiambao como Ezperanza.
- Menggie Cobarrubias como Cong. Ramon Borja.
- Leandro Baldemor como Dr. Ron Reyes.
- Frances Ignacio como Mama Josie.
- Marc Acueza como Harry Renacia.
- Rita De Guzman como Alison Alcantara.
- Frank Magalona como Anthony Borja.
- Sef Cadayona como Nonoy Pambide.